# Lingue pama-nyunga
Le lingue pama-nyunga appartengono alla famiglia più diffusa delle lingue australiane aborigene.
La famiglia pama-nyunga è stata identificata da Kenneth Hale, nella sua opera sulla classificazione delle lingue native australiane. Hale capì che delle lingue australiane aborigene, una famiglia correlata relativamente vicina a queste si è diffusa ed ha proliferato in buona parte del continente, mentre circa una decina di altre famiglie erano concentrate lungo la costa Nord. La famiglia Pam-Nyunga comprende la maggior parte della diffusione geografica della popolazione aborigena e il numero più alto di lingue.
Il nome "Pama-nyunga" deriva dai nomi di due gruppi ampiamente diffusi, le lingue pama del nordest e le lingue nyunga del sudovest. I termini pama e nyunga sono espressioni che significano "uomo" nelle lingue delle rispettive regioni.
Le altre famiglie linguistiche indigene sul continente australiano di solito vengono definite, per esclusione, lingue non pama-nyunga, sebbene questo non sia un termine tassonomicamente appropriato.
Sebbene il conteggio delle lingue non sia un'operazione ben definita vi sono nell'ordine centinaia di lingue pama-nyunga. La maggior parte delle lingue pama-nyunga vengono parlate da gruppi etnici ridotti, con migliaia di parlanti se non meno. Molte vengono considerate in pericolo di estinzione e molte si sono estinte negli ultimi tempi.

## Classificazione e lingue
Nyulnyulan
     Bunaban
     Wororan
     Djeragan
     Djamindjungan
     Daly
     Laragiya
     Tiwi
     Limilngan
     Umbugarla
     Giimbiyu
     Yiwaidjan
     Gunwinyguan
     Barkly occidentale
     Garawa, alcune lingue tankiche e lingue pama-nyunga
     Pama-nyunga e alcune lingue tankiche

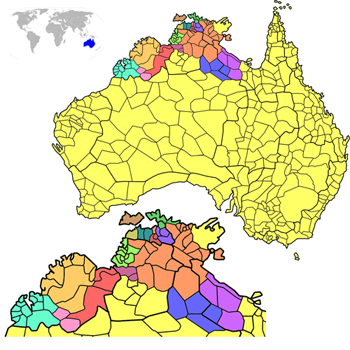
Mappa linguistica dove a colori diversi corrispondono diverse famiglie linguistiche. Da ovest a est:
Nyulnyulan
Bunaban
Wororan
Djeragan
Djamindjungan
Daly
Laragiya
Tiwi
Limilngan
Umbugarla
Giimbiyu
Yiwaidjan
Gunwinyguan
Barkly occidentale
Garawa, alcune lingue tankiche e lingue pama-nyunga
Pama-nyunga e alcune lingue tankiche

Secondo Nicholas Evans dell'Università di Melbourne, la lingua più imparentata alle pama-nyunga è il  garawa, una lingua isolata, seguita dalla famiglia delle lingue tankiche. Propone quindi una parentela più distante con le lingue gunwinyguan in una macrofamiglia che chiama lingue macro-pama-nyunga.
La famiglia pama-nyunga vera e propria include circa 175 lingue in 14 gruppi esistenti e rami estinti.
- Yuulngu o Yolngu Matha: lingua djinang, lingua dhangu, lingua dhuwal, lingua djinba, lingua ritarungo o ritharngu, lingua dayi o dhay'yi, lingua yan-nhangu
- Lingue pama
  - Lingue pama settentrionali: gudang, lingua atampaya, lingua uradhi, wudhadhi, tjungundji, lingua mpalitjanh o mpalityanh,[1] yupngayth, lingua leningitij o linngithigh, ngkoth, yinwum, lingua aritinngithigh, lingua awngthim, mbiywom, lingua wik-me'anha, lingua wik-ngathana, wik-ngatha, lingua wik-mungkan, lingua wik-iiyanh, lingua wik-epa, lingua wik-keyangan, wik-nantjara, lingua kuku-muminh o kugu-muminh, lingua kuku-ugbanh o kugu-ugbanh, lingua kuku-uwanh o kugu-uwanh, lingua kuku-mangk o kugu-mangk
  - Lingue pama occidentali: lingua thayore o thaayore, lingua yir yoront
  - Lingue pama nord-orientali: kantyu, lingua umpila
  - Lingue lamalamiche: lingua umbindhamu, lingua umbuygamu, lingua mbariman-gudhinma, lingua lamu-lamu o lama-lama, lingua gugu warra
  - Lingue pama della costa: lingua gugubera o koko pera, lingua kok-nar o gog nar[2]
  - Lingua pama centrali: lingua thaypan, aghu-tharnggala, gogo mini, dagalag, kawarrangg, oykangand
  - Lingue pama del fiume Norman: kurtjar, lingua kuthant, walangama, lingua areba, lingua kunggara o gunggara
  - Lingue pama di Flinders: lingua gugadj
  - Lingua pama meridionali: lingua wamin o agwamin, lingua mbabaram, lingua mbara
  - Lingue mayabiche: lingua mayaguduna o mayi-kutuna, lingua maykulan o mayi-kulan, lingua ngawun
- Lingue yalanjiche: lingua guguyimidjir o guugu yimidhirr, gugu yalandyi
- Lingue yidinyiche: djabugay, lingua yidiny
- Lingue dyirbaliche: lingua dyirbal, lingua warrgamay
- Lingue nyawaygiche: lingua nyawaygi, wulguru
- Lingue mariche: guwa, yanda, yirandhali, lingua kunggari o gunggari, birria, lingua gugu badhun, lingua warungu o gudjala, yilba, lingua biri, giya, yiningay, wadjalang, gayiri, lingua gangulu, lingua bidyara, yiman, lingua margany, lingua guwamu
- Lingue waka-kabiche: darambal, lingua bayali, lingua gureng gureng, gabi, lingua wuliwuli, lingua wakawaka o waga, barunggam, muringam
- Lingue durubaliche: lingua yagara o turrubal,[3] gowar
- Lingue gumbaynggiriche: lingua kumbainggar o gumbaynggir, yaygir
- Lingue yuin-kuri: lingua yugambal o yugambeh, lingua nganyaywana, lingua dyangadi, lingua worimi, lingua awabakal, gudungura, ngarigu, thawa, dyirringany, dhurga, lingua thurawal o dharawal, darkinyung, dharuk
- Lingue wiradhuriche: lingua gamilaraay, ngiyambaa, lingua wiradhuri
- Lingue baagandjiche: bandjigali, baagdandji
- Lingue yotayotiche: yotayota, lingua yabula yabula
- Lingue kuliniche: wemba wemba, lingua nari nari, wathawurung, kolakngat, wuywurrung, bungandidj, kuurn kopan noot, chaap wuurong
- Lingue ngarinyerico-yithayithiche: lingua narrinyeri o ngarinyeri, lingu ngayawung, yuyu, keramin, yitha-yitha
- Lingue karniche: lhanima, lingua pitta pitta, lingua arabana, midhaga, garuwali, yarluyandi, lingua ngamini, lingua yandruwandha, lingua dieri o diyari, lingua pirlatapa, wangkumara, badjiri, lingua bidyara o bidjara (Nota: Il badjiri e il Bbidjara probabilmente non appartengono al gruppo karnico; non ci sono abbastanza dati per classificarle con sicurezza ma sembra che non condividano le innovazioni che caratterizzano le altre lingue karniche. Potrebbero essere meglio classificate come mariche.)
- Lingue yardli: lingua malyangapa o malyangaba,[4] yardliwarra
- Lingue wagaya-warluwaric: lingua wagaya, lingua yindjilandji, lingua warluwara
- Lingue kalkatungiche: lingua kalkutung o kalkatungu, lingua yalarnnga
- Lingue arandiche: lingua kaytetye, lingua alyawarr o alyawarre, lingua arrernte, arrernte inferiore, lingua andegerebinha, lingua anmatyerre
- Lingue pama-nyunga del Sud-Ovest: lingua walmajarri, lingua jaru o djaru, lingua gurinji o gurindji, mudburra, lingua ngarinman, lingua karadjeri o garadyari, lingua mangala o mangarla, lingua nyangumarta, lingua ngarla, lingua nyamal, lingua nijadali o nyiyabali, lingua tjurruru, lingua kariyarra, lingua martuthunira, lingua nhuwala, lingua yindjibarndi, lingua pinigura o binigura, warriyangga, jiwarli, lingua dhargari o tharrgari, lingua dhalandji o thalanyji, lingua bayungu, lingua yinggarda, maya, lingua malgana, lingua nhanda, lingua wajarri, lingua badimaya, wirdimay, lingua wirangu, lingua wanman o warnman, Lingua del Deserto Occidentale, lingua warlmanpa, lingua warlpiri, ngardi, lingua nyunga o nyungar, lingua ngadjunmaya, lingua adnyamathanha, lingua banggarla, lingua kaurna
- Muk Thang
- Lingua dhudhuroa o dhuduroa[5]
- Lingua kala lagaw ya o mabuiag
- Lingua muruwari
- Lingua warumungu
- Lingua dell'Isola Flinders
- Lingua di Punta Barrow
- Lingua bandjalang
- Lingua pallanganmiddang o pallangahmiddang[6]